# SAP Open 2007
Il SAP Open 2007 è stato un torneo di tennis giocato sul cemento indoor.
È stata la 119ª edizione del SAP Open,
che fa parte della categoria International Series nell'ambito dell'ATP Tour 2007.
Si è giocato nell'HP Pavilion di San Jose negli Stati Uniti,
dal 12 al 19 febbraio 2007.

## Campioni

### Singolare
Andy Murray ha battuto in finale  Ivo Karlović con il punteggio di 6(3)–7, 6–4, 7–6(2)

### Doppio
Eric Butorac /  Jamie Murray hanno battuto in finale  Chris Haggard /  Rainer Schüttler con il punteggio di 7–5, 7–6(6)